# Ornithopus uncinatus
Ornithopus uncinatus, vrsta jednogodišnje biljke iz roda ptičja noga, porodica mahunarki. Nedovoljno poznata vrsta, endem je u Maroku. Nedovoljno podataka o populaciji i mogućoj ugroženosti. 
Raste na visina do 1.200 metara.